# Eagle Vale, New South Wales
Eagle Vale este o suburbie în Sydney, Australia.